# Universiteit van Queensland

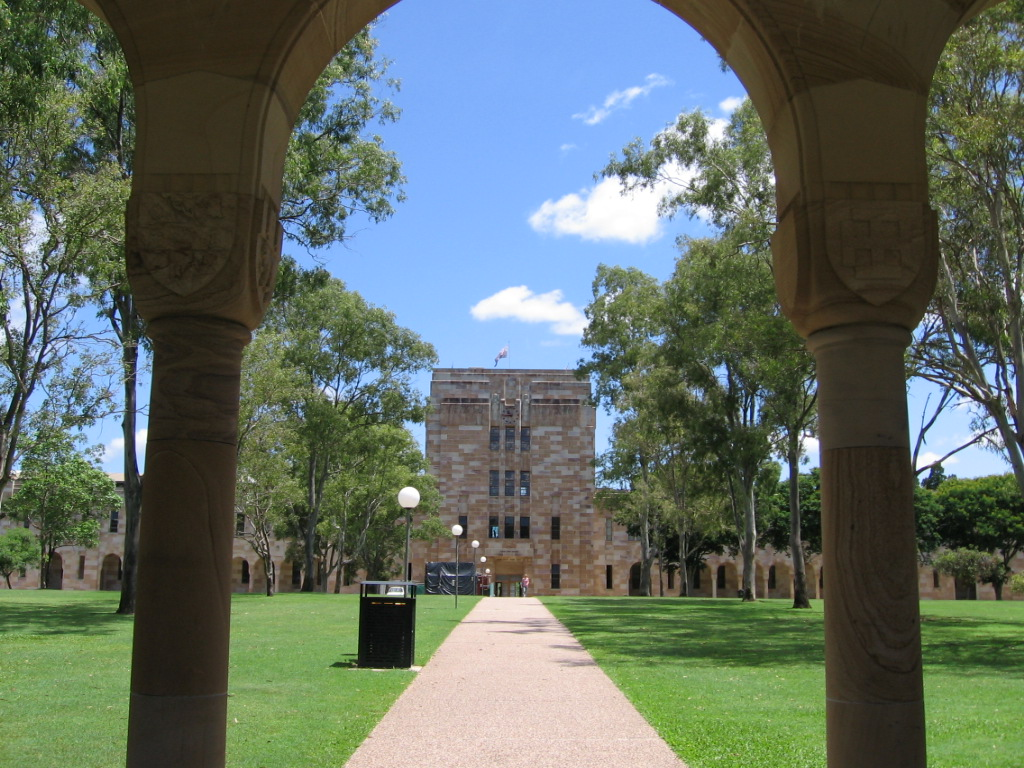
St. Lucia Campus

De Universiteit van Queensland (Engels: University of Queensland) is opgericht in 1909 en is de oudste universiteit van de Australische staat Queensland. Deze universiteit herbergt het door het Guinness Book of Records langstlopende experiment ter wereld, namelijk het pekdruppelexperiment.
Het is een van de topuniversiteiten van Australië. De centrale campus is gelegen in St. Lucia in Brisbane, de hoofdstad van Queensland. Door een fusie in 1990 met het Queensland Agricultural College ontstond UQ Gatton.
In 1999 opende de universiteit een campus in Ipswich. De Universiteit van Queensland heeft ruim 37.000 studenten uit meer dan 120 landen.
Auckland · 
Birmingham · 
British Columbia (UBC) · 
Delhi ·
Dublin (UCD) · 
Edinburgh · 
Fudan · 
Glasgow · 
Hongkong · 
Korea · 
Lund · 
McGill · 
Melbourne · 
ITESM · 
New South Wales (UNSW) · 
Nottingham · 
Shanghai Jiao Tong (SJTU) · 
Queensland · 
NUS · 
Virginia · 
Waseda